# Shereen El Feki
Shereen El-Feki, née en 1968, est une journaliste et autrice britannique. Elle est connue pour son livre La révolution du plaisir, enquête sur la sexualité dans le monde arabe écrit en 2013.

## Biographie
Shereen El-Feki naît à Oxford d'un père égyptien et d'une mère galloise. Elle grandit au Canada et rend régulièrement visite à sa grand-mère en Égypte. En 1991, elle obtient un baccalauréat universitaire en sciences en immunologie à l'université de Toronto. Elle obtient un Master of Philosophy et un doctorat à l'université de Cambridge en 1998.
Elle devient ensuite correspondante sur les questions de santé pour le magazine The Economist. Après les attentats du 11 septembre 2001, elle apprend l'arabe et commence ses recherches sur le moyen-orient en particulier sur l'émancipation et la sexualité des femmes. Elle passe la plupart de son temps en Égypte. En 2005, elle quitte The economist et de 2006 à 2008 elle anime des émissions hebdomandaires sur la chaine Al Jazeera English. De 2010 à 2012, elle est vice-présidente de la Commission mondiale sur le VIH à l'ONU. En 2013, elle publie Sex and the Citadel: Intimate Life in a Changing Arab World qui est traduit en plusieurs langues. En 2013, elle reçoit le prix du premier livre du Guardian et en 2014, le prix Orwell de littérature. Elle est co-auteure de l'enquête « Images » (2016-2017), qui s'intéresse notamment aux représentations de et depuis les masculinités dans le Maghreb et le Proche-Orient.